# Gulpener Korenwolf
Gulpener Korenwolf is een Nederlands witbier.
Het bier wordt gebrouwen in Gulpen, bij de Gulpener Bierbrouwerij. Het is een lichtgeel troebel bier met een alcoholpercentage van 5,0%
De naam Korenwolf is ontleend aan de in Zuid-Limburg voorkomende wilde hamster.

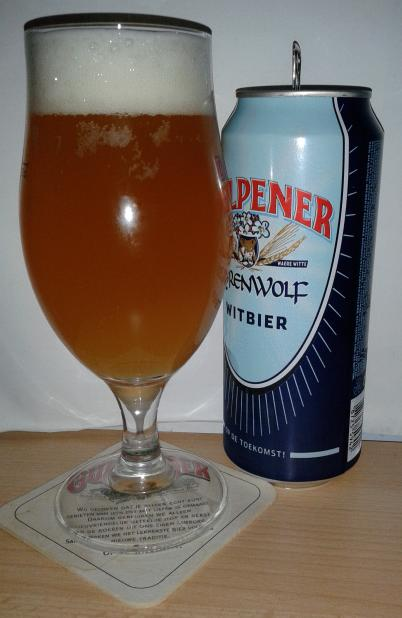
Gulpener Korenwolf halveliterblik en uitgeschonken in een (niet bijbehorend) glas